# Lipowica (obwód iwanofrankiwski)
Lipowica (ukr. Липовиця) – wieś na Ukrainie w rejonie rożniatowskim obwodu iwanofrankiwskiego.
W czasie okupacji niemieckiej grupa tutejszych Ukraińców udzielała schronienia żydowskiemu lekarzowi Leopoldowi Karpowi i jego żonie Ewie. W 1986 roku Instytut Jad Waszem uhonorował za to Hnata Horbłanskiego, Kyryła Łutaka oraz Romana i Irenę Parypów tytułami Sprawiedliwych wśród Narodów Świata.